# 伊神貴世
伊神貴世（1975年—），日本小說家、推理作家、編劇。出身於東京都。主要參加動畫的編劇製作。

## 人物簡介
早稻田大學第一文學部畢業。2000年，以戲曲形式的推理短篇「狂 －十三人目幽」入圍第7屆創元推理短篇獎佳作，其後刊登在東京創元社的旗下雜誌《創元推理》20號，從此正式出道。

## 作品列表

### 小說
單行本
- 伊索德之庭（白泉社My文庫，白泉社，2002年7月）ISBN 978-4592850113

短篇
- 狂 －十三人目幽 （《創元推理》20號，2000年）
- 知男（《創元推理21（日语：創元推理21）》2001年夏季號）
- 眺客室[注 1]（《創元推理21》2001年冬季號）
- 樺櫻的花嫁（《創元推理21》2002年夏季號）
- 饒舌天使（《創元推理21》2002年秋季號）

### 動畫編劇參加
※粗體字表示說明擔任劇本統籌的作品。
- 神的記事本
- 轉吧！企鵝罐[注 2]
- 聖靈家族 -La storia della Arcana Famiglia-
- 偵探歌劇 少女福爾摩斯 Alternative ONE & TWO
  - ONE ～小林歌劇與5張畫作～
  - TWO ～小林歌劇與虛空的大鴉～
- BROTHERS CONFLICT
- 我不受歡迎，怎麼想都是你們的錯！
- 二人是少女福爾摩斯
- 黃金拼圖
- 三坪房間的侵略者!?
- 偵探歌劇 少女福爾摩斯 TD
- 百合熊風暴[注 2]
- 櫻子小姐的腳下埋著屍體
- Rewrite
- 魔法少女網站[1]
- 罪人與龍共舞[2]
- 和風喫茶鹿楓堂
- 怪物彈珠劇場版 空之彼方
- 異世界超能魔術師[3]
- 刺客守則
- 滿溢的水果塔
- 我立於百萬生命之上
- 裏世界遠足
- 我們的重製人生
- 瓦尼塔斯的手札
- Paradox Live The Animation
- 靠著魔法藥水在異世界活下去！
- 完美到難以接近的聖女遭到解除婚約後被賣到鄰國

## 腳註